# Groß Laasch
Groß Laasch är en kommun och ort i Landkreis Ludwigslust-Parchim i förbundslandet Mecklenburg-Vorpommern i Tyskland.
Kommunen ingår i kommunalförbundet Amt Ludwigslust-Land tillsammans med kommunerna Alt Krenzlin, Bresegard bei Eldena, Göhlen, Lübesse, Lüblow, Rastow, Sülstorf, Uelitz, Warlow och Wöbbelin.